# Luciobarbus
Luciobarbus (Syn.: Messinobarbus Bianco, 1998) ist eine Gattung der Karpfenfische (Cyprinidae). Die Gattung kommt in Nordafrika (Tunesien, Algerien und Marokko), auf der Iberischen Halbinsel, in Kleinasien, im Kaukasus und in dessen nördlichen Vorland, in Mesopotamien, im westlichen Iran und im Einzugsgebiet des Kaspischen Meeres und des Aralsees vor. Sie wurde bereits 1843 von Johann Jakob Heckel aufgestellt, fand dann aber lange Zeit keine Anerkennung und ihre Arten wurden der Gattung Barbus zugerechnet.

## Merkmale
Luciobarbus-Arten werden 23 cm bis 2,30 Meter lang. Sie unterscheiden sich von den Barbus-Arten unter anderem durch die Form der Unterlippe, deren mittlere Abschnitt bei Luciobarbus keine Papillen trägt, während sie bei Barbus völlig mit Papillen besetzt ist. Außerdem ist die Anzahl der Zähne in der Hauptreihe der Pharyngealia unterschiedlich: vier bei Luciobarbus, fünf bei Barbus.
Als weitere Merkmale der Gattung gelten unter anderem der hohe mittlere Auswuchs und die breite Basisplatte der Urohyale, einer Sehnenverknöcherung im Schädel, die breiten vierten und fünften Infraorbitalia (Knochen um die Augen), der senkrecht zum unteren Schenkel stehende vordere Rand des Cleithrum und dessen langer und schmaler obere Schenkel. Außerdem der konvexe vordere Rand des Kiemendeckels, das breite Ethmoid, der kleine Prävomer, der eine lange und scharfe Spitze hat und die Tendenz, das bei alten Fischen die Anzahl der Schlundzähne sinkt und der vierte der äußeren Reihe besonders kräftig wird. Sie bekommen außerdem halbmondförmige Kauflächen. Die Basalplatte der Pharyngealia ist nach unten verlängert.

## Evolution
Die Gattungen Barbus und Luciobarbus trennten sich im späten Miozän vor etwa 8 Millionen Jahren. Die Aufspaltung folgte den sukzessiven plattentektonischen Bewegungen, die in der südlichen Mittelmeer-Region stattfanden. Im Pliozän vor etwa 2 Millionen Jahren folgte mit der Etablierung der heutigen Flusssysteme eine rasche Artbildung in beiden Gattungen.

## Arten

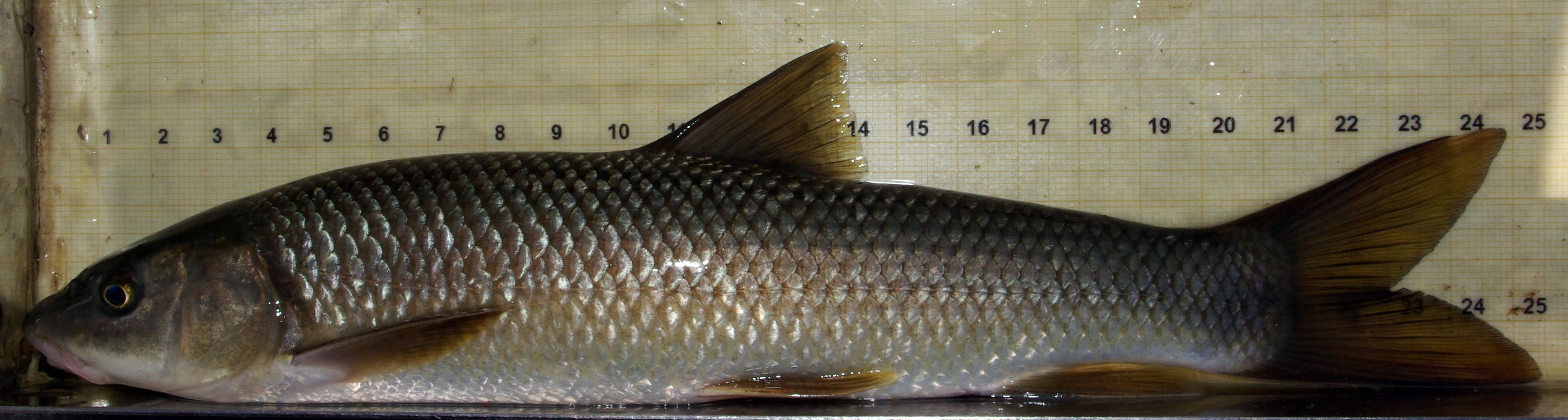
Luciobarbus bocagei

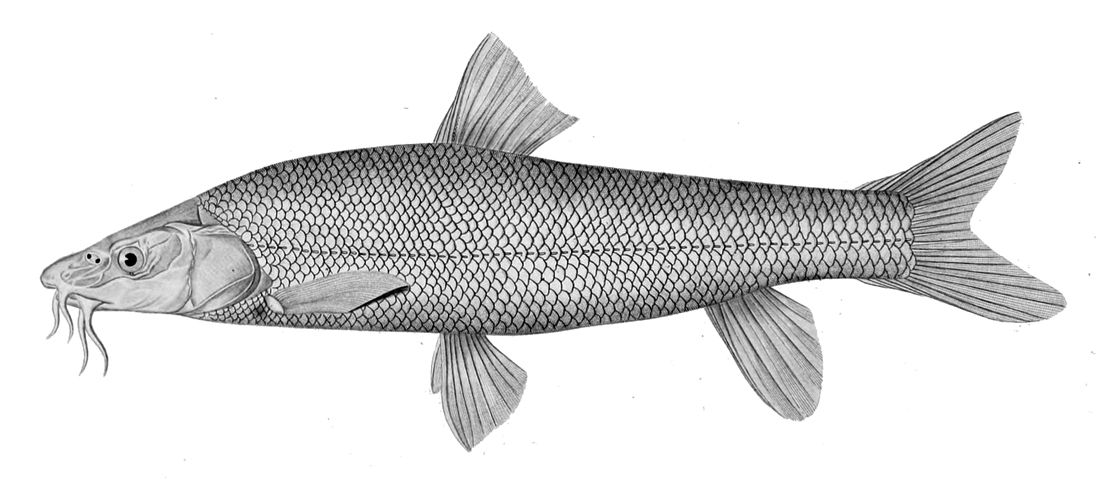
Luciobarbus capito

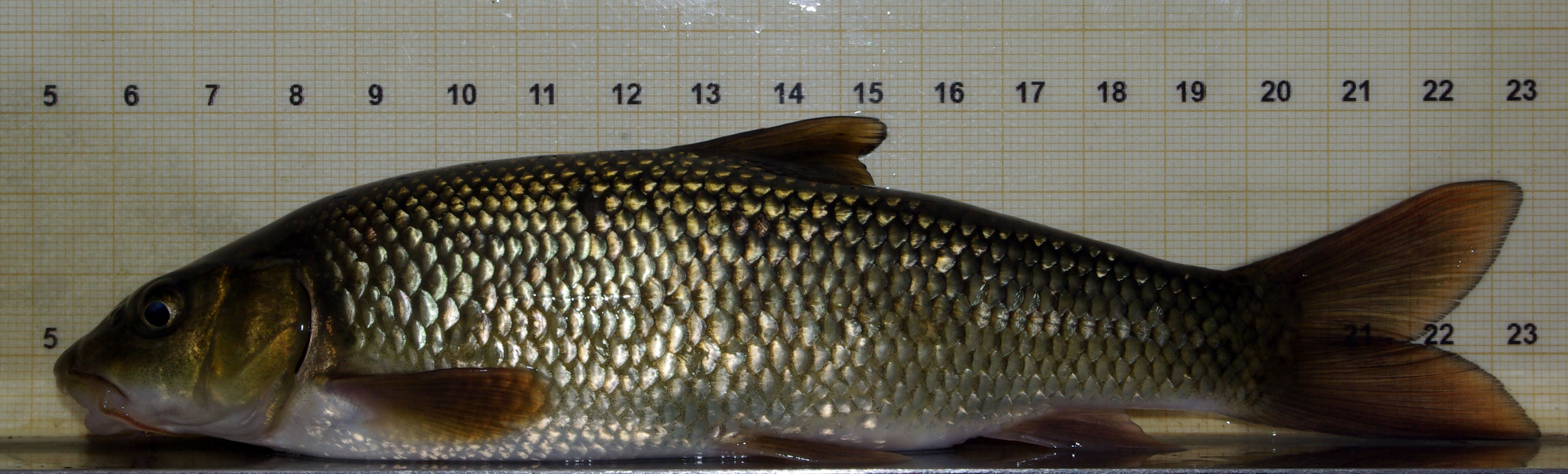
Luciobarbus graellsii

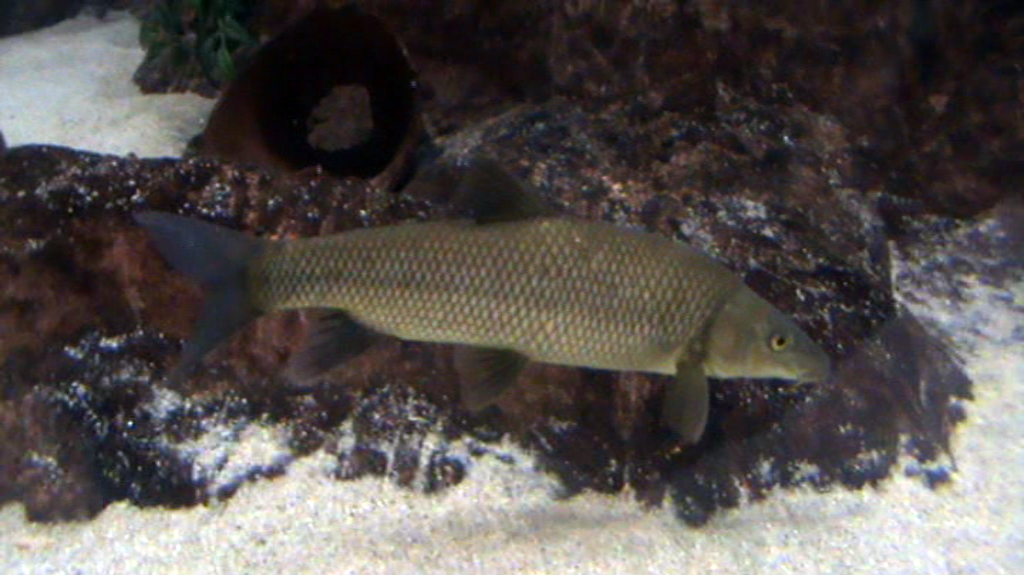
Luciobarbus microcephalus

Luciobarbus sclateri

Die Gattung enthält gegenwärtig fast 40 Arten:
- Luciobarbus bocagei (Steindachner, 1864)
- Aral-Barbe (Luciobarbus brachycephalus Kessler, 1872)
- Luciobarbus callensis (Valenciennes, 1842)
- Bulatmai-Barbe (Luciobarbus capito Güldenstädt, 1773)
- Luciobarbus caspius (Berg, 1914)
- Luciobarbus chelifensis Brahimi, Freyhof, Henrard & Libois, 2017
- Iberische Barbe (Luciobarbus comizo Steindachner, 1864)
- Luciobarbus escherichii (Steindachner, 1897)
- Hechtbarbe (Luciobarbus esocinus Heckel, 1843) (Typusart)
- Luciobarbus graecus Steindachner, 1896
- Luciobarbus graellsii (Steindachner, 1866)
- Luciobarbus guercifensis Doadrio, Perea & Yahyaoui, 2016
- Luciobarbus guiraonis (Steindachner, 1866)
- Luciobarbus kersin (Heckel, 1843)
- Luciobarbus kosswigi (Karaman, 1971)
- Luciobarbus lanigarensis Brahimi et al., 2018
- Luciobarbus leptopogon (Schimper, 1834)
- Luciobarbus maghrebensis Doadrio, Perea & Yahyaoui, 2015[2]
- Luciobarbus mascarensis Brahimi, Freyhof, Henrard & Libois, 2017
- Luciobarbus microcephalus (Almaça, 1967)
- Luciobarbus mursa (Güldenstädt, 1773)
- Luciobarbus mystaceus (Pallas, 1814)
- Luciobarbus nasus (Günther, 1874)
- Luciobarbus numidiensis Brahimi et al., 2018
- Luciobarbus pectoralis (Heckel, 1843)
- Luciobarbus rabatensis Doadrio, Perea & Yahyaoui, 2015[2]
- Luciobarbus rifensis Doadrio, Perea & Yahyaoui, 2015[2]
- Andalusische Barbe (Luciobarbus sclateri Günther, 1868)
- Luciobarbus steindachneri (Almaça, 1967)
- Luciobarbus subquincunciatus (Günther, 1868)
- Luciobarbus xanthopterus Heckel, 1843
- Luciobarbus yahyaouii Doadrio et al., 2016
- Luciobarbus zayanensis Doadrio, Perea & Yahyaoui, 2016

Die zeitweise im westlichen Anatolien (Türkei) unterschiedenen Arten Luciobarbus lydianus und Luciobarbus kottelati wurden 2024 mit Luciobarbus graecus synonymisiert.